# Hyphilaria nicon
Hyphilaria nicon är en fjärilsart som beskrevs av Jean Baptiste Godart 1824. Hyphilaria nicon ingår i släktet Hyphilaria och familjen Riodinidae. Inga underarter finns listade i Catalogue of Life.